# Stall (Wuppertal)
Stall ist eine aus einer Hofschaft hervorgegangene Ortslage im Stadtbezirk Ronsdorf der bergischen Großstadt Wuppertal in Nordrhein-Westfalen (Deutschland). Sie ist heute Teil der geschlossenen Wohnbebauung Ronsdorfs.

## Lage und Beschreibung
Die Ortslage befindet sich im Wohnquartier Blutfinke im Bereich der heutigen Straßen An der Blutfinke/Rädchen, Talsperrenstraße und Am Stall westlich des Ronsdorfer Ortszentrum. Benachbarte Ortslagen sind neben Heidt die Orte und Wohnplätze Echo, Böckel, Rädchen, Hütte und Monschau.

## Geschichte
Der Hof wurde erstmals im Jahr 1520 urkundlich erwähnt. In der frühen Neuzeit gehörte Stall zur Honschaft Erbschlö im bergischen Amt Beyenburg. Um 1710 wurde die Hofschaft Ahm Stall genannt und besaß drei Häuser.
Stall lag an einem Kohlenweg vom Lichtscheid über die Höhen zu dem Hammerwerken im Remscheider Morsbachtal, über den Kohlen von der märkischen Bergwerken südlich der Ruhr (Raum Sprockhövel, Wetter (Ruhr), Witten und Hattingen) importiert wurden. 1715 verzeichnete Erich Philipp Ploennies in seinem Werk Topographia Ducatus Montani den Hof als a.Stall. Auf der Topographischen Aufnahme der Rheinlande von 1824 und auf der Preußischen Uraufnahme von 1843 ist der Ort als Stall verzeichnet.
1832 war Stall Titularort der Staller Rotte des ländlichen Außenbezirks der Stadt Ronsdorf. Der laut der Statistik und Topographie des Regierungsbezirks Düsseldorf als Dorf kategorisierte Ort besaß zu dieser Zeit 21 Wohnhäuser und acht landwirtschaftliche Gebäude. Zu dieser Zeit lebten 202 Einwohner im Ort, davon 36 katholischen und 166 evangelischen Glaubens. Im Gemeindelexikon für die Provinz Rheinland von 1888 werden 25 Wohnhäuser mit 348 Einwohnern angegeben.